# Gamma2 Normae
Gamma2 Normae (γ² Normae / γ² Nor) è la stella più brillante della costellazione del Regolo. La sua magnitudine apparente è +4,02 e dista 127 anni luce dal sistema solare.
Gamma2 Normae forma una coppia visuale con γ1 Normae, con la quale non ha nessuna relazione fisica in quanto la seconda è notevolmente più lontana rispetto a Gamma2 (1440 a.l.).

## Caratteristiche fisiche
Si tratta di una gigante gialla di classe spettrale G8III con una massa equivalente 2,16 volte quella del Sole, mentre il raggio è 10 volte superiore a quello della nostra stella.